# Distretto di Mikata (Hyōgo)
Il distretto di Mikata (美方郡?, Mikata-gun) è uno dei distretti della prefettura di Hyōgo, in Giappone.
Fanno parte del distretto i comuni di Kami e Shinonsen.